# Обяле
Обяле (лит. Obelė) — река в северной Литве, главный приток Круойи (бассейн Лиелупе). Протекает по территории Радвилишкикского и Пакруойского районов.
Длина Обяле составляет 37,6 км, площадь водосборного бассейна — 176 км², среднегодовой расход воды в устье — 0,92 м³/с.
Обяле берёт начало на северной окраине города Радвилишкис и течёт на север. После водохранилища у деревни Пятрайчяй поворачивает на северо-восток. На высоте 70,2 метра принимает крупнейший приток — реку Везге (длина 33 км), после чего снова течёт на север. Впадает в Круою справа недалеко от Пакруойиса.